# Barkestad
Barkestad est un village de pêcheurs de l'île Dyrøya (archipel de Vesterålen) dans le comté de Nordland, en Norvège.

## Géographie
Administrativement, Barkestad fait partie de la kommune d'Øksnes.